# Отто Октавіус (серія фільмів Сема Реймі)
Доктор Отто Ґ'юнтер Октавіус (англ. Dr. Otto Gunther Octavius), також відомий як Доктор Октопус (англ. Doctor Octopus, досл. «Доктор Восьминіг») — персонаж медіафраншизи Кіновсесвіту Marvel (КВМ) і трилогії фільмів Сема Реймі, якого зобразив Альфред Моліна, заснований на однойменному персонажі коміксів. 
Отто представлений у другому фільмі «Людина-павук 2» (2004) як найталановитіший учений, колега та друг Курта Коннорса — університетського викладача фізики Пітера Паркера. Він був ученим і другом Пітера Паркера, який згодом потрапив у пастку власної зловмисної механічної зброї зі штучним інтелектом після того, як експеримент з його термоядерним реактором, який фінансував найкращий друг Пітера, Гаррі Осборн, пройшов невдало. Відтоді Отто перетворився на небезпечного суперлиходія і колишнього другого, а тепер противника Людини-павука.

## Створення
Девід Духовни, Лієв Шрайбер, Роберт Де Ніро, Сем Ніл, Ед Гарріс та Кріс Купер спершу розглядалися на роль Доктора Октопуса. Очевидно, Сем Реймі вирішив взяти на роль Октавіуса Альфреда Моліну після того, як його дружина переглянула фільм «Фріда», в якому Моліна знявся. Моліна змалку був великим шанувальником коміксів Marvel. Пізніше Купер гратиме Нормана Осборна у фільмі 2014 року «Нова Людина-павук 2. Висока напруга».

## Характеристика
Хоча Отто, як правило, не є зловмисною людиною, коли все йде його волі, і в першу чергу мотивований благородними намірами, Доктор Октопус мав усі класичні риси нарциса: марення величі, нездорову одержимість успіхом і нездатність приймати будь-які форми критика ще до його інциденту. Як і будь-який нарцис, він відмовився змиритися з власними помилками і переклав усі свої проблеми на Людину-павука, а також був дуже схилявся до переробки невдалих ідей за логікою, в яку вони були підроблені іншими, а не з недоліками. Однак він дуже харизматичний і ввічливий, рідко втрачає самовладання і залишається вічно привітним і веселим, навіть перед обличчям своїх опонентів. Він має дещо праві тенденції і цінує продуктивність. Однак його бажання похвали було подолано силою провини та каяття, що продемонструвало його невдалий початковий експеримент, а потім продемонструвало його останнє протистояння з Людиною-павуком. Там він нарешті зрозумів, що цінність життя міста переважає його власну славу і навіть його власне життя.

## Біографія вигаданого персонажа
Отто Октавіус народився 10 січня 1960 року, він був вченим за фахом, який вивчав науку разом з Куртом Коннорсом у юності.
У вересні 1978 року він зустрів свою майбутню дружину Розалі на сходах коледжу, вона в той час вивчала англійську літературу, після закінчення коледжу вони одружилися, і згодом він став успішним науковцем.

### Людина-павук 2
Щоб виконати експеримент із термоядерною енергією, Отто Октавіус створив чотири щупальця, інертні до нагрівання та намагнічування, та здатні керувати атомною енергією. Під час експерименту відбувається навантаження апаратів, але вчений навідріз відмовляється зупинити його. Під час досвіду гине його дружина, а нервовий чіп інгібітора, що дозволяв керувати механізмом, повністю зруйнований, і зброя в результаті опромінення радіацією намертво сплавляється з його спинним хребтом. Отто непритомного відправляють до лікарні для видалення щупалець, але вони вбивають хірургів, і він, прийшовши до тями, ховається від людей. Щупальця починають погано впливати на розум Отто Октавіуса, граючи на його марнославстві та его, внаслідок чого він вирішує закінчити експеримент за всяку ціну. Для фінансування експерименту вчений намагається вкрасти гроші з банку, де стикається з Людиною-павуком, під час якої герою вдається звільнити взяту в заручники тітку Мей. Для відновлення реактора Отто необхідний рідкісний хімічний елемент тритій, який він домовляється отримати у Гаррі Осборна в обмін на доставку живої людини-павука. Людина-павук опиняється в особняку Гаррі Осборна, який дізнається про справжню особистість героя і дає координати Отто Октавіуса для порятунку міста і вкраденої Доктором Октопусом Мері Джейн. Вчений у покинутому складі на пірсі берегової лінії повторно починає свій експеримент, але після сутички з Людиною-павуком і під впливом його доводів використовує свої щупальця для потоплення машини, що прийшла в неконтрольований стан. Будівля руйнується і йде під воду, де вчений мужньо тоне разом із реактором.

### Людина-павук: Додому шляху нема
Під час спроби Октавіуса затопити свій термоядерний реактор, він потрапляє в новий усесвіт через зіпсовані чари Доктора Стренджа. Він зіткнувся з Пітером Паркером з цього всесвіту, але не знаючи, що трапилося, зажадав знати, що сталося з реактором, коли напав на нього. Бій закінчився тим, що Пітер отримав контроль над механічною зброєю, коли нанотехнології в його костюмі інтегрувалися з його щупальця. Коли Доктор Октопус намагався розібратися в тому, що трапилося, вони були перервані прибуттям Нормана Осборна / Зеленого Гобліна, якого Отто впізнав, перед тим, як Доктор Стрендж телепортував їх у Санктум Санкторум, він помістив Доктора Отто за ґрати. Пізніше він був змушений приєднатися до інших лиходіїв після того, як Паркер звільнив їх у спробі врятувати їх від їхньої долі померти.
Бажаючи вилікувати лиходіїв і запобігти їх смерті, Доктор Октопус був першим, хто отримав ліки Пітера: новий інгібіторний чіп, виготовлений за технологією Stark Industries. Чіп зміг повернути доброзичливого Отто Октавіуса назавжди. Проте Зелений Гобліна захопив Нормана, Отто спробував допомогти, але Макс Діллон / Електро вивів його з ладу. Пізніше він втрутився у фінальну битву біля Статуї Свободи, обдуривши Електро та інших Пітерів Паркерів, ті подумали, що він знову Доктор Октопус, лише для того, щоб за допомогою щупалець прикріпити до Діллона пристрій, який його знеструмив. Потім у нього відбулася емоційна зустріч із Пітером Паркером із свого всесвіту, який, він був вражений побачити, що він виріс за час, коли вони останнє  бачилися. Він і Пітер були відправлені назад у свій усесвіт після того, як Доктор Стрендж наклав заклинання, яке стерло пам'ять усіх у цьому всесвіті про особу Пітера Паркера.

## Сприйняття та спадщина

### Нагороди
| Рік  | Фільм          | Нагорода                                | Категорія | Результат | Примітки |
| ---- | -------------- | --------------------------------------- | --------- | --------- | -------- |
| 2005 | Людина-павук 2 | Премія Лондонського гуртка кінокритиків | Номінація | [ 1 ]     |          |
| 2005 | Людина-павук 2 | MTV Movie Awards                        | Номінація | [ 2 ]     |          |
| 2005 | Людина-павук 2 | Золотий супутник                        | Номінація | [ 3 ]     |          |
| 2005 | Людина-павук 2 | Сатурн                                  | Номінація | [ 4 ]     |          |
| 2005 | Людина-павук 2 | VES Awards                              | Перемога  | [ 5 ]     |          |